# سر الختم الخلیفه
سر الختم الخلیفه (عربی: سرالختم الخليفة الحسن؛ زاده ۱ ژانویهٔ ۱۹۱۹ – درگذشته ۱۸ فوریهٔ ۲۰۰۶) دیپلمات، استاد، و سیاستمدار اهل سودان بود. وی از ۳۰ اکتبر ۱۹۶۴ تا ۲ ژوئن ۱۹۶۵ نخست‌وزیر سودان بود.
سر الختم الخلیفه در ۱۸ فوریه ۲۰۰۶، در سن ۸۷ سالگی درگذشت.